# Старо-Олексинецька волость
Староолексинецька волость — адміністративно-територіальна одиниця Кременецького повіту Волинської губернії Російської імперії. Волосний центр — село Старий Олексинець.

## Склад
Станом на 1885 рік складалася з 12 поселень об'єднаних у 9 сільських громад. Населення — 5706 осіб (2762 чоловічої статі та 2944 — жіночої), 737 дворових господарства.

### Основні поселення волості
- Старий Олексинець — колишнє власницьке село при верхів'ї річки Горинь за 43 версти від повітового міста; волосне правління; 872 особи, 102 двори, православна церква, школа, постоялий двір, постоялий будинок, з водяних млини, ярмарок — у 10-у п'ятницю по Великодню.
- Башуки (Бошуки) — колишнє власницьке село, 866 осіб, 103 двори, православна церква, постоялий будинок, 2 водяних млини.
- Велика Горинка (Горянка) — колишнє власницьке село при верхів'ї річки Горинь, 600 осіб, 83 двори, православна церква, 2 водяних млини.
- Івання — колишнє власницьке село, 265 осіб, 30 дворів, каплиця.
- Новий Олексинець — колишнє власницьке містечко, 825 осіб, 134 двори, православна церква, синагога, базар по неділях, 6 ярмарок.
- Свинюхи — колишнє власницьке село при річці Горинь, 629 осіб, 83 двори, православна церква, постоялий будинок, 2 водяних млини.
- Устечко — колишнє власницьке село при річці Горинь, 597 осіб, 83 двори, православна церква, постоялий будинок, 2 водяних млини.
- Хотовиця — колишнє власницьке село, 349 осіб, 61 двір, православна церква, постоялий будинок.

## Історія
Волость існувала у 1861 — 1920 році у складі Кременецького повіту Волинської губернії. 18 березня 1921 року Західна Волинь відійшла до складу Польщі. У Польщі існувала під назвою ґміна Старий Олексинець Кременецького повіту Волинського воєводства в тому ж складі, що й до 1921 року. В 1921 р. складалася з 24 населених пунктів, налічувала 12 939 жителів (12 431 православний, 404 римо-католики, 22 євангелісти, 10 греко-католиків, 2 старообрядці і 70 юдеїв).
1 жовтня 1933 р. до ґміни включені:
- з ліквідованої сільської ґміни Заруддя — села Раковець Чеснівський і Гніздичне;
- з сільської ґміни Почаїв — село Волиця.[3]

На 1936 рік гміна складалася з 18 громад:
1. Бакоти — село: Бакоти та хутори: Буківщина, Гусака і Кузик;
2. Башуки — село: Башуки;
3. Хотовиця — село: Хотовиця;
4. Ходкевичі — село: Ходкевичі;
5. Гніздичне — село: Гніздичне;
6. Горинка Мала — село: Горинка Мала та хутір: Мельників;
7. Горинка Велика — село: Горинка Велика та хутір: Фалінського;
8. Івання — село: Івання та хутір: Баришівка;
9. Коршилівка — село: Коршилівка;
10. Міцкевичі — село: Міцкевичі;
11. Олексинець Новий — село: Олексинець Новий;
12. Олексинець Старий — село: Олексинець Старий та хутори: Бабинець, Казюрів і Крутигорб;
13. Раковець Чоснівський — село: Раковець Чеснівський;
14. Ридомиль — село: Ридомиль, селище: Мар'янівка та хутори: Міхотин, Романюків і Радомльщина;
15. Свинюхи — село: Свинюхи та хутори: Блащиків і Латуринського;
16. Устечко — село: Устечко та хутір: Мазуркевича;
17. Волиця — село: Волиця.

Після радянської анексії західноукраїнських земель ґміна ліквідована у зв'язку з утворенням районів.